# Vadim Abdrachitov
Vadim Ioussoupovitch Abdrachitov (en russe : Вадим Юсупович Абдрашитов) est un réalisateur de cinéma soviétique puis russe né le 19 janvier 1945 à Kharkiv en Union soviétique,, et mort le 12 février 2023.

## Biographie
Vadim Abdrachitov naît dans une famille tatare à Kharkiv alors dans la république socialiste soviétique d'Ukraine, aujourd'hui en Ukraine. Son père est militaire. Après des études à l'école technique du transport ferroviaire entre 1959 et 1961, Vadim est admis à l'Institut de physique et de technologie de Moscou dont il est diplômé en 1964. Il complète sa formation à l'Institut Mendeleïev et obtient son diplôme en 1967. Il travaille à Moscow Electro-Lamp Plant MELZ-EVP en 1967-1970.
En 1970, il passe le concours d'entrée de Institut national de la cinématographie dit VGIK et suit la formation dans la classe de maître de Mikhaïl Romm, puis, après la mort de ce dernier, chez Lev Koulidjanov. Son travail de fin d'études est l'adaptation de la nouvelle de Grigori Gorine Arrêtez Potapov ! qui gagne le prix de la meilleure réalisation du festival cinématographique Molodost et le premier prix du festival du VGIK,. En 1974, Youli Raizman l'invite à rejoindre l'équipe de Mosfilm. Il y fait connaissance d'Alexandre Mindadze avec qui il signera onze films.
Secrétaire de l'Union cinématographique d'URSS en 1986-1990, Abdrachitov est membre de l'Union cinématographique de Russie et de l'Académie russe du cinéma, membre du jury du prix des arts et de la littérature Triumph (ru) institué en 1991. Distingué artiste du peuple de la fédération de Russie en 1992, il préside le Ve festival Message to Man à Saint-Pétersbourg en 1995. Il enseigne également à l'Institut national de la cinématographie, d'abord en tant qu'assistant de Lev Koulidjanov, puis dans sa propre classe.
Décédé en févier 2023, il est inhumé au cimetière Troïekourovskoïe.

### Vie privée
Vadim Abdrachitov est marié avec l'artiste peintre Natella Toïdzé (née en 1950). Ensemble, ils ont un fils, Oleg Abdrachitov (né en 1973), spécialiste en technologie de l'information, et une fille Nana Abdrachitova (née en 1980), décoratrice de théâtre.

## Filmographie

### Réalisateur
- 1977 : La parole est à la défense (Слово для защиты, Slovo dlya zashchity)
- 1979 : Virage (Поворот, Povorot)
- 1980 : La Chasse aux renards (Охота на лис, Okhota na lis)
- 1982 : Un train s'est arrêté (Остановился поезд, Ostanovilsya poezd)
- 1984 : Parade des planètes (Парад планет, Parad planet)
- 1987 : Plioumboum, ou un jeu dangereux (Плюмбум, или опасная игра)
- 1989 : Le Serviteur (Слуга, Slouga)
- 1991 : Armavir (Армавир)
- 1995 : Une pièce pour un passager (Пьеса для пассажира, Pesa dlya passajira)
- 1998 : Le Temps du danseur (Время танцора, Vremya tantsora)
- 2003 : Tempêtes magnétiques (ru) (Магнитные бури, Magnitnye buri )

## Prix et distinctions
- 1973 : Premier prix de l'Institut national de la cinématographie pour le court métrage Arrêtez Potapov ! (ru)
- 1975 : Prix de la meilleure réalisation au Festival du cinéma Molodost (Молодость)
- 1977 : Lauréat de la meilleure réalisation au Festival panrusse du cinéma (en) à Moscou pour le film Un mot pour la défense (Слово для защиты) (1976)
- 1979 : Prix du Komsomol pour le film Un mot pour la défense (1976)
- 1984 : prix des Frères Vassiliev pour le film Un train s'est arrêté (1982)
- 1985 : Prix de la meilleure réalisation au Festival Laceno d'oro (it) à Bagnoli Irpino pour le film Parade des planètes (1984)
- 1987 : Médaille d'or de Mostra de Venise pour le film Plioumboum, ou un jeu dangereux (1986)
- 1989 : Prix du Jury œcuménique au Festival du film de Berlin pour le film Le Serviteur (1988)
- 1991 : Prix d’État de l'URSS pour le film Le Serviteur (1988)
- 1995 : Ours d'argent au Festival du film de Berlin pour Une pièce pour un passager (1995)
- 1998 : Grand Prix du festival Kinotavr pour le film Le Temps du danseur
- 2003 : Prix de la meilleure réalisation au Festival international de cinéma Pacific Meridian à Vladivostok pour Orages magnétiques (2003)
- 2003 : Nika de la meilleure réalisation et Nika du meilleur scénario pour Orages magnétiques
- 2003 : Prix spécial du Jury et Prix du Meilleur scénario au Festival russe Kinotavr à Sotchi pour Orages magnétiques (2003)
- 2004 : Aigle d'or de la meilleure réalisation pour Orages magnétiques
- 2006 : Ordre du Mérite pour la Patrie
- 2013 : Prix Alexeï Guerman